# Weezer (The Blue Album)
Weezer, ofta kallat The Blue Album efter färgen på skivomslaget, är den amerikanska rockgruppen Weezers debutalbum, utgivet i maj 1994.
Albumet gav upphov till singlarna "Undone (The Sweater Song)", "Buddy Holly" och "Say It Ain't So". Musikvideon till "Buddy Holly" fanns med som bonusmaterial på installations-cd:n till Microsoft Windows 95.
Skivan gavs år 2004 ut som en Deluxe Edition.

## Låtlista
Alla låtar utan textförfattare skrivna av Rivers Cuomo.
1. "My Name Is Jonas" (Rivers Cuomo, Patrick Wilson, Jason Cropper) - 3:24
2. "No One Else" - 3:04
3. "The World Has Turned and Left Me Here" (Rivers Cuomo, Patrick Wilson) - 4:19
4. "Buddy Holly" - 2:39
5. "Undone - The Sweater Song" - 5:05
6. "Surf Wax America" (Rivers Cuomo, Patrick Wilson) - 3:06
7. "Say It Ain't So" - 4:18
8. "In the Garage" - 3:55
9. "Holiday" - 3:24
10. "Only in Dreams" - 7:58